# Ткаченко, Сергей Борисович (медик)
Сергей Борисович Ткаченко (род. 24 января 1962 года) — российский патофизиолог, член-корреспондент РАМН (2004), член-корреспондент РАН (2014).
Заведующий кафедрой клинической физиологии и функциональной диагностики РМАПО